# Gvajanska nogometna reprezentacija
Gvajanska nogometna reprezentacija je nacionalni nogometni sastav Gvajane pod vodstvom Gvajanske nogometne federacije (eng. Guyana Football Federation). Gvajana je zajedno s reprezentacijama Surinama i Francuske Gvajane članica sjevernoameričkog kontinentalnog saveza CONCACAF iako se zemlje fizički nalaze u Južna Južnoj Americi. Također, Gvajana je punopravna članica međunarodnog nogometnog saveza FIFA te nosi njen kod GUY.
Gvajana se trenutno nalazi na 112. mjestu FIFA-ine nogometne ljestvice dok je najbolji plasman ostvaren u studenom 2010. kada je reprezentacija bila na 86. mjestu. Reprezentacija nosi nadimak "Zlatni jaguari" a službeni domaći stadion je Providence Stadium.

## Povijest
Gvajana je kao nacija prvotno bila britanska kolonija te je reprezentacija tada nastupala kao Britanska Gvajana sve do svoje nezavisnosti koja je izborena 1966. godine.
Reprezentacija je članica CONCACAF saveza ali se dosad nije uspjela kvalificirati na CONCACAF Zlatni kup ili Svjetsko nogometno prvenstvo. Gvajana se natječe i na Karipskom kupu nacija a najveći uspjeh ostvaren je 1991. kada je osvojeno 4. mjesto.

## Gvajanski reprezentativci

### Širi popis
| #         | Pozicija    | Ime               | Datum rođenja      | Klub                  |
| --------- | ----------- | ----------------- | ------------------ | --------------------- |
|           | vratar      | Andrew Durant     | 2. kolovoza 1984.  | North East Stars      |
|           | vratar      | Ronson William    | ???                | nepoznati klub        |
|           | vratar      | Jason Clive Lloyd | ???                | Stockport County      |
|           | branič      | Howard Lowe       | 14. lipnja 1979.   | Caledonia AIA         |
|           | branič      | Denver Dennis     | 13. svibnja 1991.  | Buxton United         |
|           | branič      | Orlando Gilgeous  | 26. travnja 1981.  | Camptown              |
|           | branič      | Walter Moore      | 1. rujna 1984.     | Caledonia AIA         |
|           | branič      | Charles Pollard   | 24. travnja 1973.  | Caledonia AIA         |
|           | branič      | Roger Charles     | ???                | Brooklyn Knights      |
|           | branič      | J. P. Rodrigues   | 29. prosinca 1983. | Miami                 |
|           | vezni       | Brandon Beresford | 15. srpnja 1992.   | Graceland University  |
|           | vezni       | Dirk Archer       | 30. lipnja 1982.   | Pele                  |
|           | vezni       | Shawn Beveney     | 27. ožujka 1982.   | Cray Wanderers        |
|           | vezni       | Shawn Bishop      | 12. svibnja 1987.  | Guyana Defense Force  |
|           | vezni       | Chris Bourne      | 25. lipnja 1985.   | Croydon Athletic      |
|           | vezni       | Neil Hernandez    | 23. travnja 1982.  | Fruta Conquerors      |
|           | vezni       | Kayode McKinnon   | 11. srpnja 1985.   | Joe Public            |
|           | vezni       | Abassy McPherson  | 8. studenog 1981.  | Joe Public            |
|           | vezni       | Emerick Williams  | 20. travnja 1985.  | Santos                |
|           | vezni       | Dwain Jacobs      | 28. siječnja 1987. | nepoznati klub        |
|           | vezni       | Colin Nelson      | ???                | Beacon United         |
|           | vezni       | Sean Cameron      | 26. siječnja 1985. | Miami                 |
|           | vezni       | Chris Nurse       | 7. svibnja 1984.   | Puerto Rico Islanders |
|           | napadač     | Anthony Abrams    | 24. svibnja 1978.  | Top XX                |
|           | napadač     | Carrey Harris     | 25. srpnja 1981.   | Joe Public            |
|           | napadač     | Collie Hercules   | 21. kolovoza 1976. | Top XX                |
|           | napadač     | Devon Millington  | 11. prosinca 1983. | nepoznati klub        |
|           | napadač     | Konata Mannings   | 20. ožujka 1986.   | York Region Shooters  |
| Izbornik: | Wayne Dover |                   |                    |                       |

## Izbornici
| Godine           | Drž. | Izbornici         |
| ---------------- | ---- | ----------------- |
| 2000. – 2002.    |      | Joseph Wilson     |
| 2002. – 2004.    |      | Neidor dos Santos |
| 2005. – 2009.    |      | Jamaal Shabazz    |
| 2009. – 2010.    |      | Wayner Dover      |
| 2011. – 2012.    |      | Jamaal Shabazz    |
| 2014.            |      | Denzil Thompson   |
| 2015. – trenutno |      | Jamaal Shabazz    |

## Sponzor
Sponzor gvajanske nogometne reprezentacije je francuska tvrtka ONE Equipment.

## Vanjske poveznice
- Službena web stranica gvajanskog nogometnog saveza